# Траутон, Патрик
Патрик Джордж Траутон (англ. Patrick George Troughton; 25 марта 1920[…], Mill Hill, Большой Лондон — 28 марта 1987[…], Колумбус, Джорджия) — английский актёр, наиболее известный по роли Второго Доктора в сериале «Доктор Кто».

## Биография

### Ранние годы
Родился 25 марта 1920 года в Лондоне в семье Алека Траутона и Дороти Оффорд. Посещал среднюю школу в Милл-Хилл, а затем учился в посольской школе актёрства. По её окончании получил работу в театре в Лонг-Айленде. Когда началась Вторая мировая война, Траутон вернулся в Британию на бельгийском корабле. Но корабль нарвался на мину, и актёр спасся на шлюпке. В 1940 году поступил в ВМФ Великобритании, дослужился до чина капитана и командовал канонеркой в Северном море

### Личная жизнь
Патрик Траутон был женат трижды. Имел двух дочерей, четырёх сыновей, а также падчерицу и пасынка.
Двое из его сыновей стали актёрами. Актёрами также стали и двое его внуков — Сэм Тротон сыграл в фильме «Чужой против Хищника» и в сериале «Робин Гуд», а Гарри Меллинг прославился ролью Дадли Дурсля в фильмах о Гарри Поттере.

### Смерть
27 марта 1987 года Траутон был приглашён на научно-фантастическое шоу в Коламбусе. Его врач запрещал ему лететь туда, ведь актёр страдал от сердечной недостаточности. 28 марта 1987 года, в субботу в 07:25 утра Траутон умер от сердечного приступа. Ему было 67 лет.

## Карьера

### Начало
После войны Траутон вернулся в театр, а в 1947 году дебютировал на телевидении. Первая роль в кино пришлась на 1948 год, он сыграл в фильмах «Гамлет» и «Остров сокровищ». В 1953 году ему досталась роль Робина Гуда в одноименном сериале. Другими его ролями, достойными внимания, являются роли в фильмах «Апостол Павел» (1960) и «Ясон и Аргонавты» (1963).

### Доктор Кто
В 1966 году продюсер популярного сериала «Доктор Кто» пожелал заменить исполнителя главной роли Уильяма Хартнелла. Последующая успешность сериала зависела от того, воспримут ли зрители нового актёра, ведь все считали, что Хартнелл является единственным «настоящим» Доктором. Позже продюсер заявил, что Хартнелл одобрил его решение, сказав, что есть только один человек в Англии, который может его заменить и это Патрик Траутон. Ллойд остановился на кандидатуре Траутона, потому что тот обладал большим багажом актёрского опыта. Второй Доктор был более доброжелателен, чем Первый, хотя сначала Патрик хотел сделать из своего героя «жесткого капитана» в пиратской одежде. Но большое количество серий, в которых снимался Траутон, были потеряны.
Траутон счёл режим съёмок в «Докторе Кто» весьма изнурительным, и решил, что пришло время оставить сериал — в 1969 году после трёх лет на главной роли. Его преемником стал Джон Пертви.
Патрик Траутон в течение своей жизни потом ещё трижды возвращался к роли Доктора. Впервые — в серии «Три Доктора» (1973), во второй раз — в серии «Пять Докторов» (1983), в третий раз — в серии «Два Доктора» (1985).
Актёр очень редко давал интервью, когда играл Доктора.

### После «Доктора Кто»
После того, как Траутон покинул сериал «Доктор Кто», он ещё неоднократно появлялся на экране. В 1970 году он сыграл в фильме «Шрамы Дракулы», в 1976 — в фильме «Омен», в 1977 году — в фильме «Синдбад и глаз тигра». А в конце своей жизни он принял участие в двух сериалах — ситкоме «Двое из нас» и детском научно-фантастическом сериале «Рыцари Бога».